# Kościół św. Wojciecha–Jerzego w Wolinie
Kościół św. Wojciecha–Jerzego (niem. Georgenkirche) – kościół, który znajdował się w Wolinie, w województwie zachodniopomorskim. Był jednym z trzech (obok m.in. kolegiaty św. Mikołaja) kościołów założonych w średniowieczu w tym mieście. Zniszczony podczas II wojny światowej, rozebrany  na początku lat 60. XX w.

## Historia
Pierwszy kościół powstał po zakończeniu misji ewangelizacyjnych przeprowadzanych w latach 1124–1125 oraz w roku 1128 przez Ottona z Bambergu. Położył on kamień węgielny pod budowę dwóch kościołów. Ten został dedykowany św. Wojciechowi, a drugi św. Wacławowi. Sam Otton nie doczekał jednak ich ukończenia – ograniczył się jedynie do konsekracji ołtarzy i sanktuariów przed dalszą podróżą. Ukończone budowle poświęcił później biskup Wojciech. Kościół spłonął podczas pogańskich obchodów. Po śmierci biskupa Wojciecha złożono w nim jego szczątki.
Kościół odbudowano i w roku 1140 w ramach erygowania diecezji pomorskiej papież Innocenty II podniósł kościół do rangi katedry, co zostało potwierdzone 14 października 1140 bullą Ex commisa nobis. 
W roku 1288 oba wspomniane kościoły zostały odnotowane w dokumencie, w którym nowo powstały klasztor cysterek w Wolinie otrzymał prawo patronatu nad obiema świątyniami. 
W roku 1659 rybacy z nadmorskiej miejscowości Wieck ufundowali ambonę. Wykonał ją mistrz Hans Schumacher z drewna klonowego i barwionego orzecha w stylu późnego renesansu niemieckiego. Jej koszt wyniósł 150 talarów. Podczas przeniesienia ambony z północnej do południowej ściany w roku 1861 dodano nową kolumnę podtrzymującą.
Kościół św. Jerzego w Wolinie na przestrzeni wieków uległ znacznym zniszczeniom, wskutek czego w roku 1861 został gruntownie przebudowany. Podczas tej modernizacji obiekt został niemal całkowicie odnowiony i zmieniono jego układ przestrzenny, zwłaszcza przez likwidację wydzielonego chóru. Niezmieniony pozostał jedynie pierwotny ceglany, następnie otynkowany, mur wieżowy.

### Kościół po wojnie
Wskutek ciężkich walk o miasto w czasie II wojny światowej (marzec–maj 1945) kościół św. Wojciecha–Jerzego (niem. Georgkirche) wraz z większością zabudowań Wolina został poważnie zniszczony i do lat 60. XX w. pozostawał w ruinie, następnie (ok. 1961–1965) – rozebrany. W miejscu, w którym było przebiterium ustawiono głaz z pamiątkową tablicą.

## Wyposażenie
Na początku XX wieku na wyposażeniu kościoła były:
- drewniana chrzcielnica z pierwszej połowy XVII wieku zdobiona wizerunkami fundatorów: Hansa Rhete (diakona i miejskiego balwierza), Hansa Torgeloffa (diakona i senatora), Jochimusa Dannewalda oraz ich małżonek[5].
- dwa żyrandole wiszące na 16 świec – z 1685 i 1700 roku,
- dwa srebrne, pozłacane kielichy z XVI wieku,
- cynowa konew do chrztu, ufundowana w 1661 przez cieślę okrętowego Michela Berndta.

W świątyni przechowywana była również srebrna puszka na hostie z roku 1667 oraz mosiężna misa chrzcielna ozdobiona sceną grzechu pierworodnego, której czas powstania pozostał nieznany.

### Dzwony
Z dzwonów kościoła św. Jerzego jeden został odlany w 1638 roku z inskrypcją „mit Gottes Hülfe goß mich Antonius Wise”, drugi natomiast w 1742 roku przez Johanna Heinricha Scheela w Szczecinie. Drugi dzwon nosił na obrzeżu inskrypcję: „Mein Amt als einer Klocken – Ist dich zur Kirch zu locken, – Kommst du nicht gern herein, – Der Schad wird deine sein”.

## Duchowni
Duchownymi parafii św. Jerzego byli kolejno:
- Bäthke (1563),
- Wendt (1586),
- Dannewaldt (1609),
- ponownie Wendt (do 1629),
- Tabbert (do 1637),
- Faber (do 1657),
- Specht (do 1673),
- Fabricius (do 1676),
- Prätorius (do 1709),
- Krohn (do 1716),
- Meinecke (do 1724),
- Steinmeyer (1737–1742),
- Plümecke (do 1756),
- Stammer (do 1768),
- Gartschock (do 1795),
- Bertuch (do 1811),
- Hube (do 1818),
- Dittmer (do 1837),
- Gaedecke (do 1847, wystąpił w tym roku z Kościoła krajowego, pociągając za sobą około 700 wiernych),
- Schenk (do 1857),
- von Mittelstadt (do 1881, przez wiele lat przewodniczący Wolliner Gewerbeverein),
- Julius Ernst Hugo Bindseil (do 1903),
- Wilhelm August Bernhard Adebahr (od 1903)[9].

## Galeria

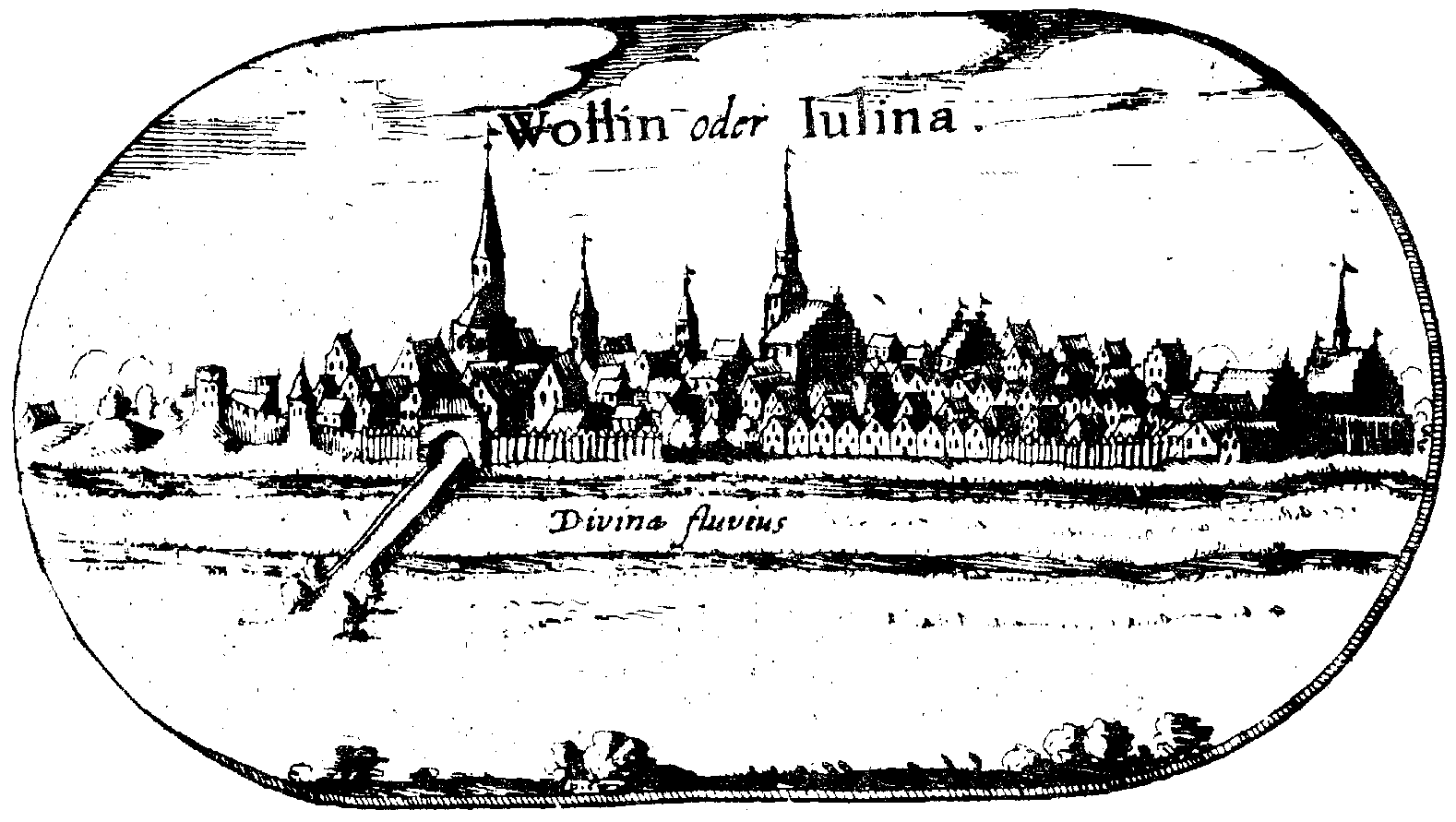
Panorama Wolina pocz. XVII w. Kościół św. Wojciecha–Jerzego po lewej. Rycina z Wielkiej Mapy Księstwa Pomorskiego Lubinusa
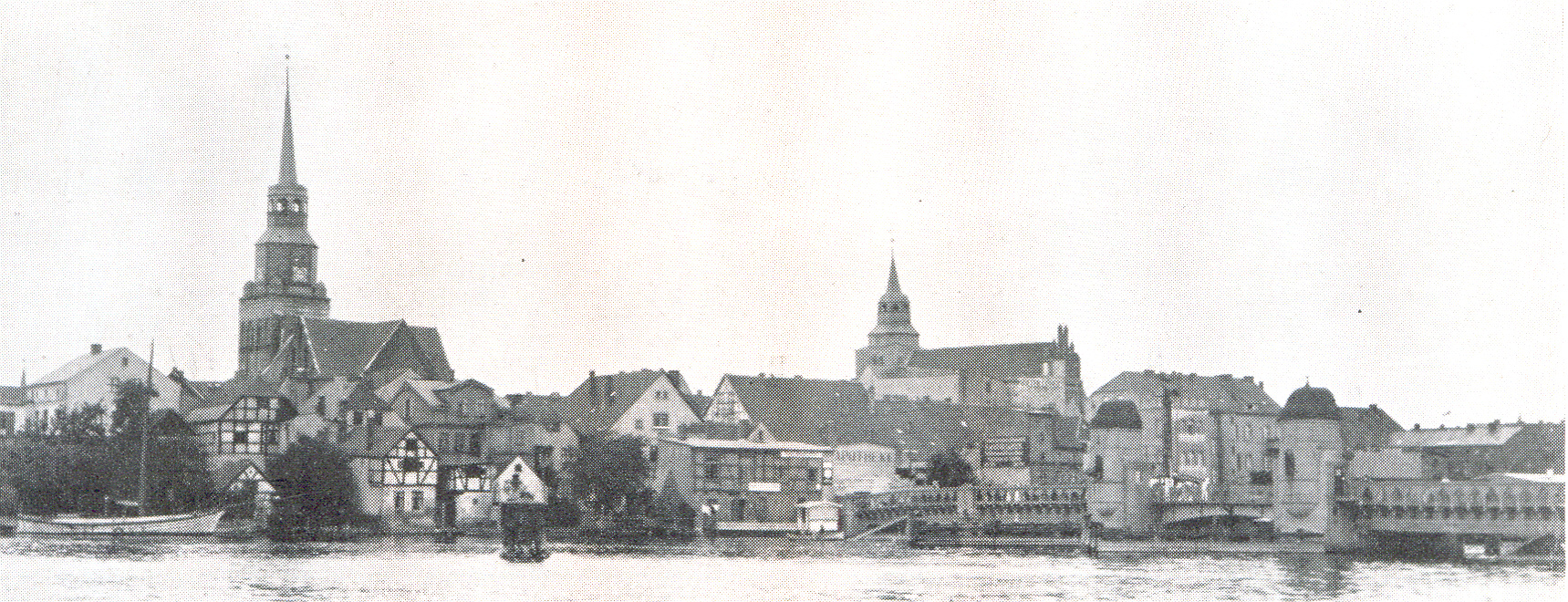
Panorama Wolina w okresie międzywojennym. Kościół św. Wojciecha–Jerzego po lewej
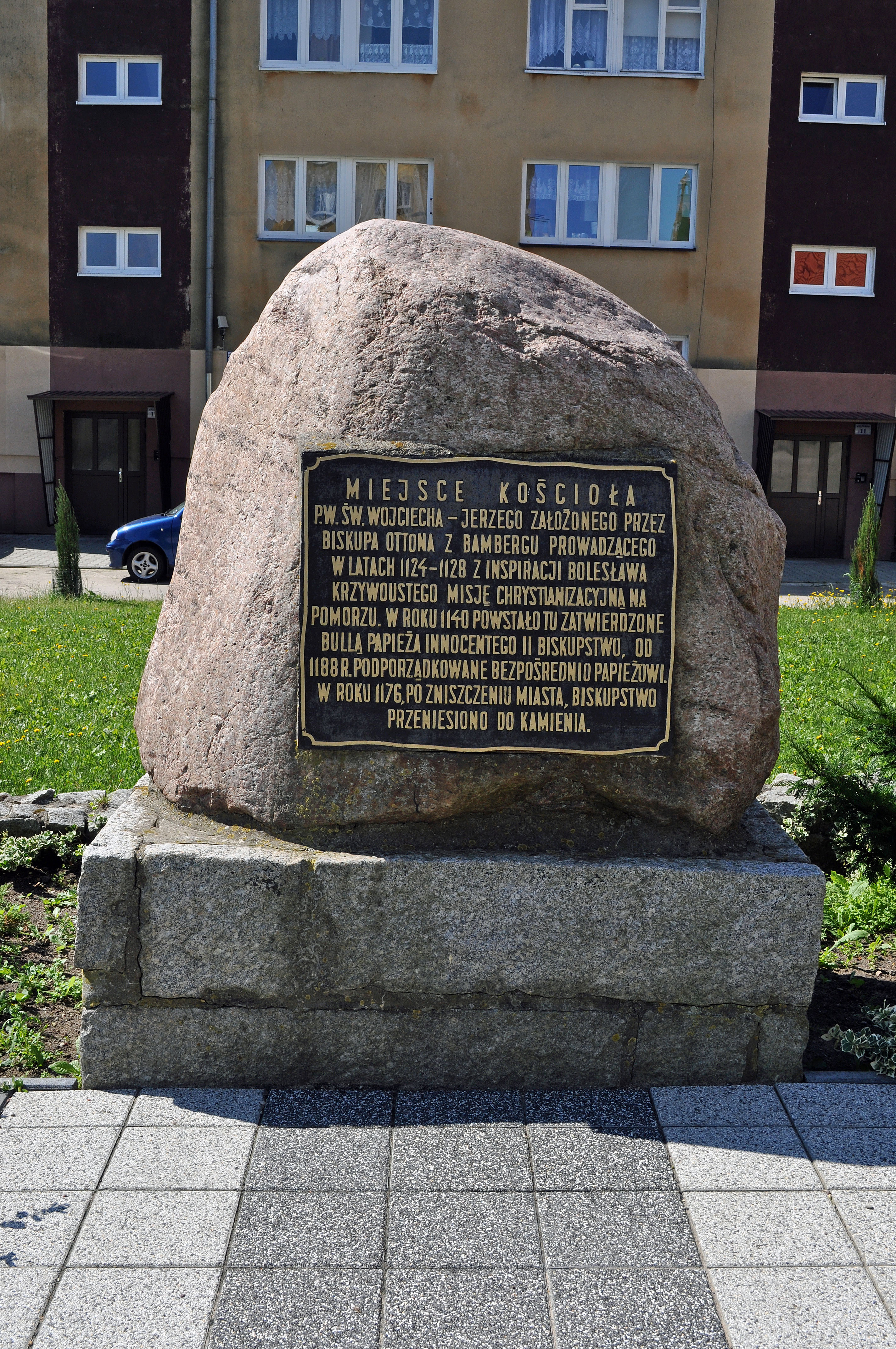
Głaz z pamiątkową tablicą w miejscu, gdzie stał kościół